# Giancarlo Perini
Giancarlo Perini (Carpeneto, província d'Alessandria, 2 de desembre de 1959) és un ciclista italià, ja retirat, que fou professional entre 1981 i 1996. En el seu palmarès destaca una victòria d'etapa al Giro de la Pulla de 1993. Al Tour de França de 1992 fou vuitè i en el de 1995 va ser un dels cinc ciclistes implicats en la caiguda que provocà la mort de Fabio Casartelli.
Una vegada retirat va exercir de director esportiu a l'equip Brescialat fins al 2005.

## Palmarès
- 1979
  - 1r al Gran Premi de la indústria i el comerç artesanal de Carnago
- 1993
  - Vencedor d'una etapa del Giro de la Pulla

### Resultats al Tour de França
- 1984. 81è de la classificació general
- 1985. 105è de la classificació general
- 1987. 102è de la classificació general
- 1989. 102è de la classificació general
- 1990. 99è de la classificació general
- 1991. 120è de la classificació general
- 1992. 8è de la classificació general
- 1993. 29è de la classificació general
- 1994. 54è de la classificació general
- 1995. 87è de la classificació general

### Resultats al Giro d'Itàlia
- 1982. Abandona
- 1984. 73è de la classificació general
- 1989. 56è de la classificació general
- 1990. 36è de la classificació general
- 1991. 85è de la classificació general
- 1992. 42è de la classificació general
- 1993. 76è de la classificació general
- 1994. 57è de la classificació general
- 1995. 63è de la classificació general

### Resultats a la Volta a Espanya
- 1981. 45è de la classificació general